# Si me han de matar mañana
Si me han de matar mañana es una película de comedia musical mexicana de 1947, dirigida por Miguel Zacarías y protagonizada por Pedro Infante, Sofía Álvarez y Nelly Montiel.

## Sinopsis
Ramiro del Campo llega a Guadalajara para encontrarse con su padrino sin saber que éste ha sido asesinado por Genovevo el dueño de la cantina donde trabaja Lupe «la serrana» y su padre.
Lupe y Ramiro se conocen y éste se enamora de ella, sin embargo Fanny, enamorada también de Ramiro se pone de acuerdo con Genovevo para separar a la pareja, ya que este último pretende a Lupe desde hace tiempo y ha matado a sus anteriores pretendientes.
Una serie de desencuentros y malos entendidos parece separarlos finalmente ya que Lupe acepta casarse con Genovevo mientras Ramiro se refugia momentáneamente en Fanny, hasta que sus amigos le ayudan a descubrir la verdad, rescatar a Lupe y que ésta conozca la verdad de su origen al fin.
- Datos: Q25408978